# George Cornewall Lewis

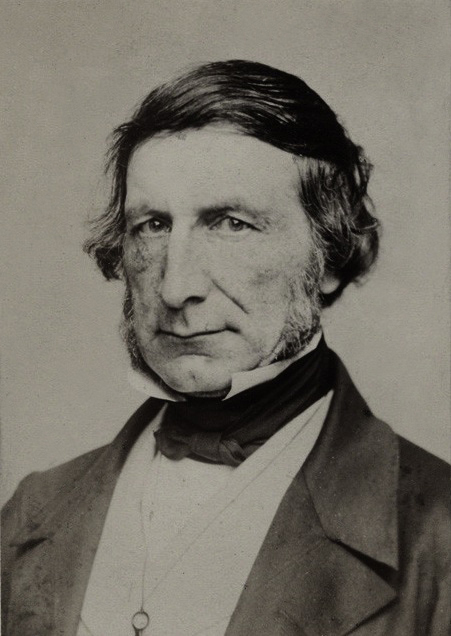
George Cornewall Lewis

Sir George Cornewall Lewis, 2. Baronet PC (* 21. April 1806 in London; † 13. April 1863 in Harpton Court, Radnorshire) war ein britischer Staatsmann und Gelehrter.

## Frühes Leben; erste literarische Tätigkeit
George Cornewall Lewis war der Sohn von Sir Thomas Frankland Lewis und dessen Gattin Harriet Cornewall. Sein Vater war nacheinander Schatzkammersekretär, Vizepräsident der Handelskammer und Kommissar für Armenpflege, wurde 1846 zum Baronet, of Harpton Court in the County of Radnor, erhoben und starb am 22. Januar 1855. Am Eton College erzogen, studierte der junge Lewis 1824–1828 am Christ Church College in Oxford und trat 1831 als Barrister in die Innung des Middle Temple, ohne sich jedoch der advokatorischen Praxis zu widmen.
Stattdessen verfolgte Lewis hauptsächlich literarische und Sprachstudien. Bereits vor dem Verlassen des Colleges hatte er einige Betrachtungen zu Richard Whatelys Lehre der Prädikabilien veröffentlicht und war seit 1828 Mitarbeiter des Classical Journal und der Foreign Quarterly Review, in denen seine Beiträge sich namentlich auf Herodot und Aristoteles sowie deutsche Literatur bezogen. Er hatte das Verdienst, einige bedeutende Werke deutscher Autoren in England bekanntgemacht zu haben. So übersetzte er August Böckhs Staatshaushaltung der Athener und Karl Otfried Müllers Geschichte der griechischen Literatur ins Englische und half Henry Tufnell bei der Übersetzung von Müllers Dorier, die 1830 als History and Antiquities of the Doric Race in zwei Bänden erschien. Ferner lieferte eine Ausgabe der Fabeln des Babrios. 1831 unterstützte er Connop Thirlwall und Julius Charles Hare bei der Gründung des Philological Museum. Für dessen Nachfolger, das Classical Museum, verfasste er auch gelegentliche Beiträge.
1835 veröffentlichte Lewis einen Essay on the Origin and Formation of Romance Languages (neue Auflage 1862), worin erstmals im Britischen Reich eine probate Kritik an Raynouards Theorie einer einheitlichen, durch die Troubadourdichtung repräsentierten romanischen Sprache geübt wurde. Auch erstellte er ein Glossary of Provincial Words Used in Herefordshire. Das wichtigste Werk seiner frühen literarischen Schaffensperiode stellen aber seine Remarks on Use and Abuse of some Political Terms (London 1832; neue Auflage 1877) dar. Während sein Freund Abraham Hayward das Law Magazine leitete, schrieb er darin häufig Artikel zu Themen wie sekundäre Strafen und Strafvollzug.

## Untersuchungen zu Irland und Malta
Im Jahr 1833 fungierte Lewis als einer der Kommissare, denen die Ermittlung der Lebensbedingungen der armen Iren im Vereinigten Königreich oblag. 1834 wurde er von Lord Althorp zum Mitglied der Kommission ernannt, welche die Zustände der irischen Kirche untersuchen sollte. Er verfasste dazu die Schrift On Local Disturbances in Ireland, and the Irish Church Question (London 1836), worin er die Aufhebung der Staatskirche als das wirksamste Mittel zur Aussöhnung der Bevölkerung Irlands mit der englischen Herrschaft bezeichnete und die Ansicht verfocht, dass eine effiziente Organisation der Armenhäuser notwendig sei.
Auf Ersuchen von Lord Glenelg begleitete Lewis 1836 John Austen nach Malta, dessen Verwaltung und Judikatur sie untersuchen sollten. Sie berichteten fast zwei Jahre lang über die Bedingungen auf der Insel und arbeiteten ein neues Gesetzbuch aus. Ein maßgebliches Ziel der beiden Kommissare war es, die Malteser an der Regierung der Insel zu beteiligen.
Nach seiner Rückkehr nach England war Lewis als Nachfolger seines Vaters von Januar 1839 bis zum 7. Juli 1847 Kommissar für die Armenpflege. Zwei Jahre nach Antritt dieses Amtes erschien sein  Essay on the Government of Dependencies (London 1841; neue Auflage Oxford 1891), eine systematische Darlegung und Diskussion der verschiedenen Beziehungen, in denen die Kolonien zum Mutterland standen.

## Heirat
Lewis heiratete 1844 Lady Maria Theresa Villiers (* 8. März 1803; † 9. November 1865), eine jüngere Schwester Lord Clarendons, die in erster Ehe mit dem Novelisten Thomas Henry Lister vermählt gewesen war und von diesem drei Kinder bekommen hatte. Sie war ebenfalls schriftstellerisch tätig. Die meiste Zeit des Ehelebens verbrachte Lewis mit seiner Gemahlin in Kent House in Knightsbridge. Das Paar hatte keinen Nachwuchs. Seine Gattin und deren Familie förderten Lewis’ Karriere.

## Politische Laufbahn; spätere Schriften
Nach Niederlegung seines Kommissarsamtes für Armenpflege trat Lewis als liberaler Abgeordneter für den Wahlkreis Herefordshire ins Unterhaus. Er wurde von Lord John Russell im November 1847 zum Sekretär des Indischen Amtes ernannt und fungierte dann ab Mai 1848 als Unterstaatssekretär für das Innere, wobei er auf Denis Le Marchant folgte. In dieser Eigenschaft brachte er zwei wichtige Gesetzesanträge ein, nämlich einen zur Abschaffung der turnpike trusts und Betreuung des Landstraßennetzes durch eine gemischte Kommunalbehörde sowie einen zur Definition und Regelung der Pfarrbewertung.  Zu dieser Zeit erschien auch sein Essay on the Influence of Authority in Matters of Opinion (London 1849; 2. Auflage 1875). Als Nachfolger von William Hayter amtierte er von Juli 1850 bis zum Sturz des Ministeriums Russell im Februar 1852 als Sekretär des Schatzamtes.
Bei den bald darauf folgenden Neuwahlen unterlag Lewis erst in Herefordshire, dann auch in Peterborough und war daher eine Weile von der aktiven Teilnahme am politischen Geschehen  ausgeschlossen. Während dieser Periode übernahm er 1854–1855 die Redaktion der Edinburgh Review und war auch für die Oxford-Kommission sowie den Ausschuss zur Untersuchung der Londoner Regierung tätig. Ferner verfasste er damals einen Treatise on the Methods of Observation and Reasoning in Politics (1852) und vollendete sein gegen Niebuhrs Geschichtsrekonstruktion gerichtetes Hauptwerk Enquiry into the Credibility of Early Roman History (2 Bde., London 1855; deutsch von Liebrecht, Hannover 1858, 2. Auflage Hannover 1863). Darin vertrat er die Ansicht, dass es kaum möglich wäre, die Geschichte der ersten Jahrhunderte Roms seit dessen Gründung aus den Darstellungen antiker Historiker wie Titus Livius und Dionysios von Halikarnassos durch entsprechende Quellenkritik erhellen zu können.
Durch den Tod seines Vaters Anfang 1855 Erbe der Baronetswürde und des Parlamentssitzes für die Grafschaft Radnor, wurde Lewis bald darauf Gladstones Nachfolger als Schatzkanzler. Während eines schwierigen Zeitraums des Britischen Reichs (Orientkrieg, indischer Aufstand, Verwicklungen in China), in dem er u. a. eine Kriegsanleihe aufnehmen und eine hohe zusätzliche Besteuerung verordnen musste, verwaltete er dennoch mit Umsicht und Erfolg die englischen Finanzen bis zur Auflösung des Ministeriums Palmerston im Februar 1858. Während des Ministeriums Derby hielt er sich zur Opposition.
Nachdem Lord Palmerston im Juni 1859  wieder Premierminister geworden war, fungierte Lewis erst als Staatssekretär des Inneren, vom Juli 1861 an entgegen seinem Willen als Nachfolger von Sidney Herbert als Kriegsminister, was ihn nicht hinderte, seine gelehrten Beschäftigungen fortzusetzen. So schrieb er außer zahlreichen Beiträgen zu periodischen Schriften zunächst 1859 einen Essay on Foreign Jurisdiction and the Extradition of Criminals, ein Thema, das u. a. durch das Attentat auf Napoleon III. Aufmerksamkeit erregt hatte. Er befürwortete eine Ausweitung der Auslieferungsverträge und tadelte die von Mohl vorgeschlagene Idee einer Weltrechtsordnung. Außerdem verfasste er eine sehr umfassende und gründliche Historical Survey of the Astronomy of the Ancients (London 1862) sowie einen Dialogue on the Best Form of Government (London 1863), worin er eine Parallele zwischen der demokratischen, aristokratischen und monarchischen Regierungsform zieht und unter dem Namen Crito die Anhänger der verschiedenen Systeme darauf hinweist, dass es keine abstrakte Regierungsform gäbe, die immer und allerorts die bestmögliche wäre.
Lewis war nächst Gladstone das hervorragendste Mitglied des Ministeriums Palmerston, in dem er namentlich, das Friedensprinzip festhaltend, einem Bruch mit Nordamerika vorbeugte. Er starb am 13. April 1863 auf seinem Landsitz Harpton Court in Radnorshire im Alter von knapp 57 Jahren. 1864 wurde ihm in Hereford ein Standbild errichtet. Nach seinem Tod erschienen noch die Essays on the Administration of Great Britain from 1783 to 1830 (London 1864). Sein Bruder Sir Gilbert F. Lewis, der ihm als Baronet folgte, gab die Letters of Sir George Cornewall Lewis to various friends heraus (London 1870).